# Altholzkrug
Altholzkrug (dänisch: Skovkro bzw. Gammel Skovkro) ist ein Ortsteil der Gemeinde Handewitt.

## Lage
Altholzkrug liegt im Osten der Gemeinde Handewitt, direkt östlich des Handewitter Forstes und der dortigen Bundesautobahn 7. Im Norden ist Altholzkrug mit dem Flensburger Stadtteil Weiche verwachsen. Der Burgweg am nördlichen Rand gehört im Übrigen schon zu Weiche. Im Westen wird Altholzkrug durch die Bahntrasse Neumünster–Flensburg von Weding separiert. Die Hauptstraße des Ortsteils trägt den Namen Altholzkrug. Sie ist Teil der Kreisstraße 5 (vgl. Liste der Kreisstraßen im Kreis Schleswig-Flensburg und Liste der Kreisstraßen in Flensburg). Direkt südlich von Altholzkrug schließt sich der kleinere Ort Neuholzkrug an.

## Geschichte
Am Stadtrand von Flensburg wurden seit dem Mittelalter Grenzsteine aufgestellt. 1601 wurden in die Flensburger Grenzsteine ein F sowie die Jahreszahl, zur besseren Erkennbarkeit, eingemeißelt. Aus dieser Zeit blieben am nördlichen Rand von Altholzkrug Grenzsteine erhalten, unter anderem der sogenannte Sandemannsstein. Auf der Flensburger Karte von Jürgensen aus dem Jahr 1779 waren Häuser von Holzkrug schon eingezeichnet. Spätestens seit der Mitte des 19. Jahrhunderts bestand Holzkrug offensichtlich aus Alter Holzkrug (im Norden) und Neuer Holzkrug (im Süden). Im selben Jahrhundert entstand die Nord-Süd-Bahntrasse, die noch heute am Ortsteil entlangverläuft.
Nach der Volksabstimmung in Schleswig im Jahr 1920, wurde die Deutsch-Dänische Grenze an den nördlichen Stadtrand von Flensburg verlegt. In Altholzkrug entstanden damals offensichtlich die heute noch erhaltenen Zollhäuser für Angestellte des Zolls. Die besagten Häuser tragen bis heute die Anschrift Zollhäuser. An den Güterbahnhof bei Flensburg-Weiche, der damals bestand, erinnert heute noch die Straße Am Güterbahnhof (östlich von Altholzkrug bei der Bahnlinie). Im Laufe der Zeit siedelten sich verschiedene Unternehmen bei Altholzkrug an. Ein Gewerbegebiet entstand. Unter anderem befindet sich dort seit langem das Gartenfachgeschäft Garten 2000 sowie die Spedition Carstensen.  Bis 2008 gehörte Altholzkrug zur Gemeinde Jarplund-Weding, die dann mit der Gemeinde Handewitt fusionierte.

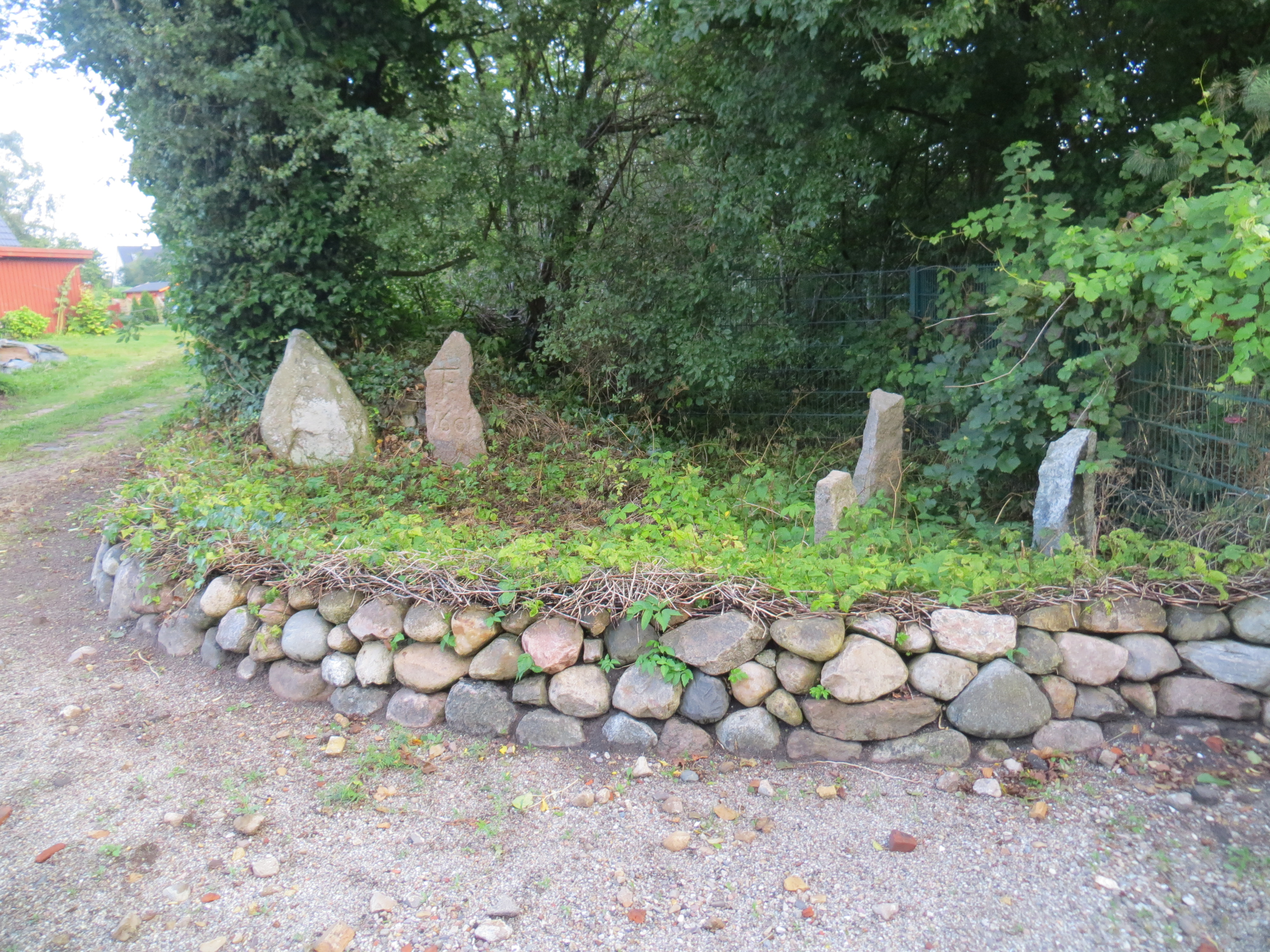
Sandemannsstein, Flensburger Grenzstein N33 und irgendwelche anderen Steine beim Flurstück Oggesmose
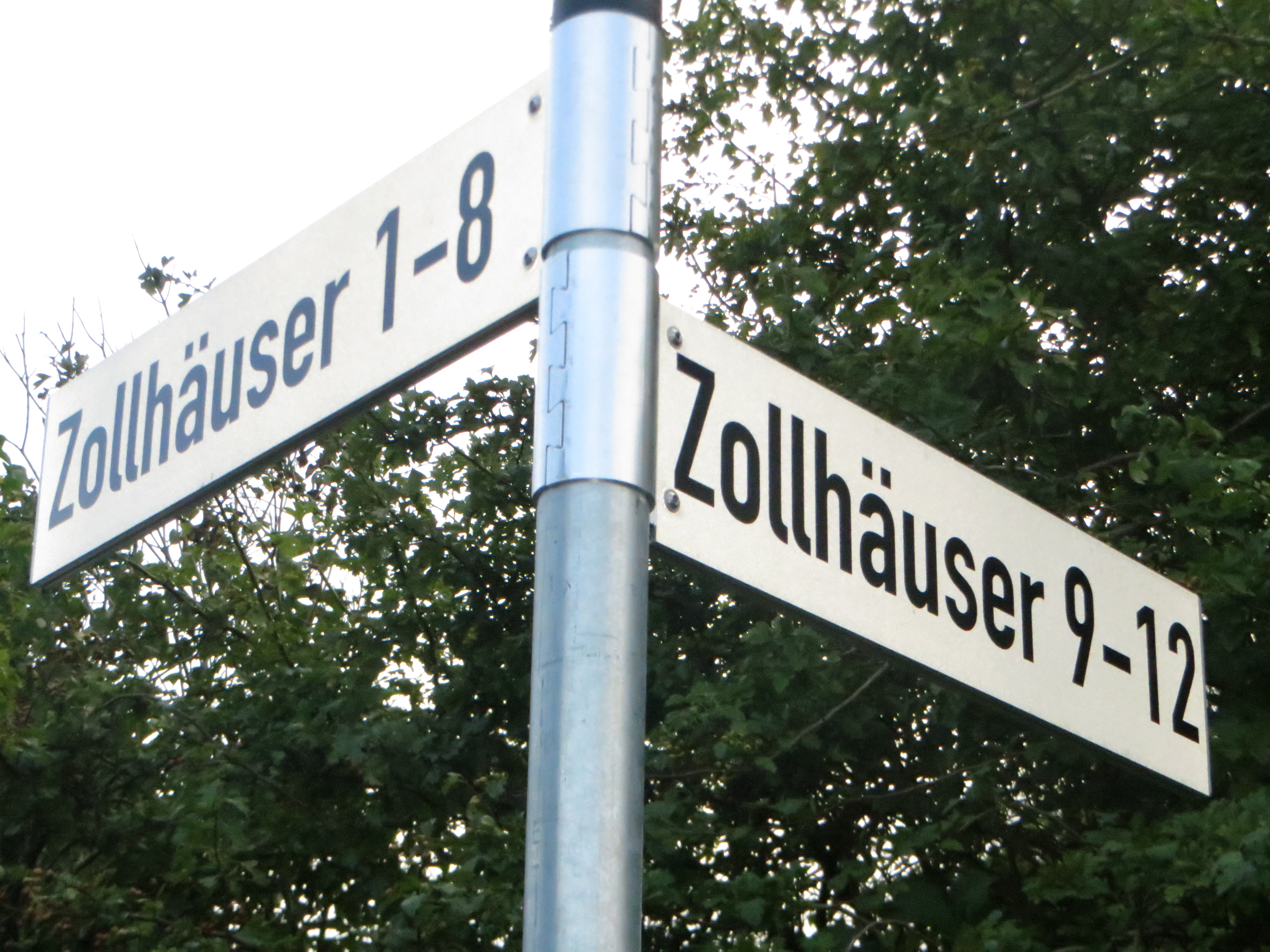
Straßenschilder zu den Zollhäusern von Altholzkrug